# Schéhérazade (balett)

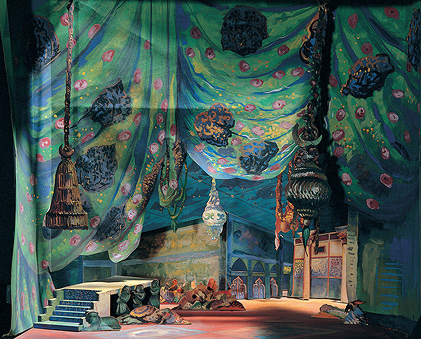
Schéhérazade med Léon Baksts scendekor.

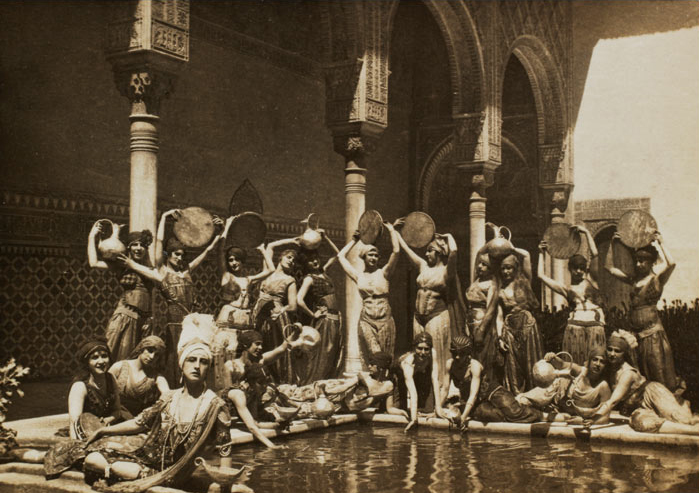
Ballets Russes ensemble 1918.

Schéhérazade är en balett i en akt, skapad av koreografen Michel Fokine, med scenografi av Léon Bakst och libretto av Alexandre Benois. Musiken är byggd på Nikolaj Rimskij-Korsakovs symfoniska svit med samma namn.

## Historia
Idén till en balett byggd på Rimskij-Korsakovs Schéhérazade kom från Sergej Djagilev. Han visste sedan tidigare att orientaliska teman var gångbara i Paris. Han fick tillåtelse av änkan att använda den avlidne Rimskij-Korsakovs musik. Léon Baksts scenografi blev trendsättande för en våg av orientalism inom mode och design.  
Baletten hade urpremiär i Sankt Petersburg 1909. På Stockholmsoperan gavs 100 föreställningar 1914-1948 i regi av Michel Fokin och dekor av Thorolf Jansson efter Léon Bakst.

## Handling
Sultanen Shakhriars yngre bror Shah Jeman är på besök i dennes harem. Då Jeman antyder att alla hustrurna är otrogna blir sultanen förgrymmad. Han går med på att göra ett prov. De ska båda ge sig ut på jakt och händelserna ska få ha sin gång i haremet. Så fort de har lämnat huset, mutar kvinnorna chefseunucken, så att han öppnar portarna. Den manliga slavarna kommer nu in, med den gyllene slaven i spetsen. Han är Zobeïdes älskare. Nu börjar en orgie, som nått sin höjdpunkt när sultanen återkommer och finner den gyllene slaven tillsammans med sin favorithustru. Han tar livet av denne, men kan inte förmå sig att ge order om att Zobeïde ska dödas. Hon tar emellertid livet av sig själv med en dolk. 